# Rabie El Afoui
Rabie El Afoui, arab. ربيع العفوي (ur. 30 czerwca 1976 w Agadirze) – marokański piłkarz nożny grający na pozycji napastnika, reprezentant kraju. Po zakończeniu kariery komentator sportowy.

## Kariera sportowa

### Kariera klubowa
Pierwszym klubem zawodnika był zespół z jego miejsca urodzenia – Hassania Agadir. Występował tam przez 2 sezony 1995/1996 i 1996/1997. Następnie został zawodnikiem Wydadu Casablanca. Do czasu przejścia do następnego klubu (sezon 2001/2002) rozegrał tam 84 spotkania i strzelił 14 goli. Ponadto dwukrotnie zdobywał krajowy puchar (w sezonach 1997/1998 oraz 2000/2001) i raz Puchar CAF (2003). Kolejnym klubem Rabiego El Afoui był Al-Ahli Dubai, ale spędził tam tylko jeden sezon, kiedy powrócił do Wydadu. W sezonie 2004/2005 został piłkarzem FAR Rabat. W stołecznym klubie zdobył mistrzostwo kraju. Sezon później przeniósł się do Moghrebu Tétouan. W sezonie 2005/2006 ponownie wyjechał za granicę, tym razem jako piłkarz saudyjskiego Ettifaq FC. W sezonie 2006/2007 wyjechał do Kataru, gdzie grał dla Busaiteen Club, a w sezonie 2009/2010 dla Al-Najma (w tymże sezonie zakończył karierę).

### Kariera reprezentacyjna
Rabie El Afoui rozegrał 8 meczów (w tym 2 w Pucharze Narodów Afryki 2002) w ojczystej reprezentacji, nie strzelając przy tym żadnego gola.

## Po zakończeniu kariery
Rabie El Afoui pracuje jako komentator sportowy.